# Glochidotheca
Glochidotheca là chi thực vật có hoa trong họ Apiaceae.